# Eric Bailly
Eric Bertrand Bailly (født 12. april 1994) er en ivoriansk professionel fodboldspiller, som spiller for La Liga-klubben Villarreal og Elfenbenskystens landshold.

## Klubkarriere

### Espanyol
Bailly begyndte sin karriere med RCD Espanyol, hvor han gjorde sin professionelle debut i 2014.

### Villarreal
Bailly skiftede i januar 2015 til Villarreal.

### Manchester United
Bailly skiftede i juni 2016 til Manchester United, hvor han blev den første spiller købt af den nye træner José Mourinho. Han spillede i sin debutsæson en vigtig role i at United vandt Europa League, og blev kåret som del af turneringens hold.
Baillys tid hos United var især skadesplaget, hvilke begrænsede hans spilletid.

#### Leje til Marseille
Bailly blev i august 2022 udlejet til Olympique de Marseille for 2022-23 sæsonen.

### Beşiktaş
Bailly skiftede i september 2023 til tyrkiske Beşiktaş på en fast aftale. Hans tid med klubben var dog ingen succes, og efter en række dårlige optrædener blev hans kontrakt med klubben ophævet i december 2023.

### Villarreal retur
Efter at have forladt Beşiktaş skiftede Bailly tilbage til Villarreal.

## Landsholdskarriere

### Olympiske landshold
Bailly var del af Elfenbenskystens hold til sommer-OL 2020.

### Seniorlandshold
Bailly debuterede for Elfenbenskystens landshold den 11. januar 2015. Han var del af Elfenbenskystens trupper til Africa Cup of Nations 2015, 2017 og 2021.
Han blev i 2021 kåret af IFFHS som del af årtiets hold i Afrika for 2010'erne.

## Titler
Manchester United
- EFL Cup: 1 (2016-17)
- FA Community Shield: 1 (2016)
- UEFA Europa League: 1 (2016-17)

Elfenbenskysten
- Africa Cup of Nations: 1 (2015)

Individuelle
- CAF Årets hold: 3 (2016, 2017, 2018)
- UEFA Europa League Sæsonens hold: 1 (2016-17)
- IFFHS CAF Årtiets hold: 2011-2020